# Erikstads socken
Erikstads socken i Dalsland ingick i Sundals härad och området ingår sedan 1971 i Melleruds kommun och motsvarar från 2016 Erikstads distrikt.
Socknens areal är 32,2 kvadratkilometer varav 32,07 land. År 2000 fanns här 369 invånare. Kyrkbyn Erikstad med sockenkyrkan Erikstads kyrka ligger i socknen.   

## Administrativ historik
Socknen har medeltida ursprung. 
Vid kommunreformen 1862 övergick socknens ansvar för de kyrkliga frågorna till Erikstads församling och för de borgerliga frågorna bildades Erikstads landskommun. Landskommunen uppgick 1952 i Bolstads landskommun som 1969 uppgick i Melleruds köping som 1971 ombildades till Melleruds kommun. Församlingen uppgick 2010 i Bolstads församling.
1 januari 2016 inrättades distriktet Erikstad, med samma omfattning som församlingen hade 1999/2000.  
Socknen har tillhört län, fögderier, tingslag och domsagor enligt vad som beskrivs i artikeln Sundals härad. De indelta soldaterna tillhörde Västgöta-Dals regemente och Sundals kompani.

## Geografi
Erikstads socken ligger söder om Mellerud  med Dalbergsån i söder. Socknen är en slättbygd på Dalboslätten.
Sätesgårdar var Björnebols säteri, Kuseruds herrgård och Västergården (säteri).

## Fornlämningar
Några boplatser, lösfynd och en hällkista från stenåldern har påträffats. Från järnåldern finns gravhögar och domarringar vid Bergs kullar.

## Namnet
Namnet skrevs 1538 Ericstade och kommer från kyrkbyn. Namnet innehåller mansnamnet Erik och sta(d), 'ställe, plats'.

## Befolkningsutveckling
| Befolkningsutvecklingen i Erikstads socken 1810–1990                                                    | Befolkningsutvecklingen i Erikstads socken 1810–1990 | Befolkningsutvecklingen i Erikstads socken 1810–1990 | Befolkningsutvecklingen i Erikstads socken 1810–1990 | Befolkningsutvecklingen i Erikstads socken 1810–1990 |
| --- | ---------------------------------------------------- | ---------------------------------------------------- | ---------------------------------------------------- | ---------------------------------------------------- |
| |                                                      |                                                      |                                                      |                                                      |
| År |                                                      |                                                      | Folkmängd                                            |                                                      |
| 1810 | 1810                                                 |                                                      | 609                                                  |                                                      |
| 1820 | 1820                                                 |                                                      | 761                                                  |                                                      |
| 1830 | 1830                                                 |                                                      | 834                                                  |                                                      |
| 1840 | 1840                                                 |                                                      | 966                                                  |                                                      |
| 1850 | 1850                                                 |                                                      | 989                                                  |                                                      |
| 1860 | 1860                                                 |                                                      | 1 131                                                |                                                      |
| 1870 | 1870                                                 |                                                      | 1 195                                                |                                                      |
| 1880 | 1880                                                 |                                                      | 1 154                                                |                                                      |
| 1890 | 1890                                                 |                                                      | 994                                                  |                                                      |
| 1900 | 1900                                                 |                                                      | 877                                                  |                                                      |
| 1910 | 1910                                                 |                                                      | 858                                                  |                                                      |
| 1920 | 1920                                                 |                                                      | 836                                                  |                                                      |
| 1930 | 1930                                                 |                                                      | 827                                                  |                                                      |
| 1940 | 1940                                                 |                                                      | 785                                                  |                                                      |
| 1950 | 1950                                                 |                                                      | 728                                                  |                                                      |
| 1960 | 1960                                                 |                                                      | 649                                                  |                                                      |
| 1970 | 1970                                                 |                                                      | 461                                                  |                                                      |
| 1980 | 1980                                                 |                                                      | 462                                                  |                                                      |
| 1990 | 1990                                                 |                                                      | 411                                                  |                                                      |
| Anm: Källor: Umeå universitet - Tabellverket 1749-1859, Demografiska databasen, CEDAR, Umeå universitet |                                                      |                                                      |                                                      |                                                      |